# Cyclura cychlura inornata
Cyclura cychlura inornata Barbour & Noble, 1916, l'iguana di Allen’s Cay, è una sottospecie minacciata di Cyclura cychlura presente ad Allen’s Cay, nelle Bahamas. Con una popolazione in natura di 1000 esemplari, è considerata «in pericolo» dalla lista rossa della IUCN.

## Descrizione
L’iguana di Allen’s Cay è una grossa Cyclura che può raggiungere una lunghezza totale prossima agli 1,5 m. La sua colorazione varia dal grigio scuro al nero, con squame tinte di verde-giallastro o arancio su zampe, cresta dorsale e testa. Quando l’animale raggiunge la maturità sessuale, la tinta gialla assume una tonalità arancio-rossastra brillante, che contrasta nettamente con la colorazione striata di scuro del corpo e nera delle zampe.
Questa specie, come altre specie di Cyclura, è sessualmente dimorfica; i maschi sono più grandi delle femmine, e hanno creste dorsali più grandi e pori femorali sulle cosce, utilizzati per rilasciare feromoni, maggiormente sviluppati.

## Biologia

### Alimentazione
Come tutte le specie di Cyclura, l’iguana di Allen’s Cay è prevalentemente erbivora, e consuma foglie, fiori e frutti di quasi 13 diverse specie di piante che si trovano sul cay. Questa dieta è integrata dal consumo di crostacei quali granchi e del cibo elemosinato dai turisti, dai panini agli avanzi delle tavole, e di qualsiasi cosa i turisti portino sull’isola. Questo ha spinto le iguane a perdere il loro naturale timore dell’uomo e, in alcuni casi, a divenire aggressive.

### Ciclo vitale
L’accoppiamento ha luogo in maggio, e le uova vengono deposte generalmente in giugno o luglio, in nidi scavati nel suolo sabbioso di Leaf Cay e U Cay. A causa della mancanza di sabbia sulle spiagge di calcare a nido d’ape di Allen’s Cay, le iguane non si riproducono qui da molti anni.
Al di fuori della stagione degli accoppiamenti, tra le iguane vige una sorta di gerarchia di dominanza e non difendono rigorosamente il proprio territorio come fanno le Cyclura di altre isole. La causa di ciò è stata attribuita al regolare rifornimento di cibo da parte dei turisti, che, alimentando le lucertole sulla spiaggia, hanno provocato la distruzione della loro naturale struttura sociale.

## Tassonomia
L’iguana di Andros, Cyclura cychlura inornata, è endemica di Leaf Cay e della parte sud-occidentale di Allen’s Cay, nella parte settentrionale della catena delle isole Exuma, nelle Bahamas. È una delle tre sottospecie di Cyclura cychlura; le altre due sono l’iguana di Andros (Cyclura cychlura cychlura) e l’iguana di Exuma (Cyclura cychlura figginsi). Il nome generico (Cyclura) e quello specifico derivano dal greco antico cyclos (κύκλος), «circolare», e ourá (οὐρά), «coda», in riferimento agli spessi anelli caratteristici della coda di tutte le Cyclura.

## Conservazione

### Stato di conservazione
È stato stimato che la popolazione totale di iguana di Allen’s Cay sia inferiore alle 1000 unità, tuttora in diminuzione.

### Cause del declino
La principale minaccia per l’iguana di Allen’s Cay è il bracconaggio. Gli animali vengono cacciati per scopi alimentari e catturati per essere venduti come animali da compagnia.

### Programmi di conservazione
Come tutte le Cyclura delle Bahamas, questa specie è protetta nel paese dal Wild Animals Protection Act del 1968. Nel maggio 2012, Island Conservation e il Bahamas National Trust hanno unito le loro forze per rimuovere i topi domestici invasivi da Allen’s Cay in modo da proteggere le specie native, come l’iguana di Allen’s Cay, la berta di Audubon e la golagialla delle Bahamas.
Attualmente è in corso un programma di riproduzione in cattività allo zoo di Ardastra.